# Strobilanthes sulfureus
Strobilanthes sulfureus är en akantusväxtart som beskrevs av Raymond Benoist. Strobilanthes sulfureus ingår i släktet Strobilanthes och familjen akantusväxter. Inga underarter finns listade i Catalogue of Life.